# William Edge (1er baronnet)
Pour les articles homonymes, voir Edge.
William Edge, 1er baronnet (21 novembre 1880 - 18 décembre 1948) est un homme politique et homme d'affaires libéral britannique, plus tard national-libéral. 

## Jeunesse
William Edge est le fils de Knowles Edge, directeur de William Edge & Son Ltd, fabricants de couleurs, qui est maire de Bolton de 1917 à 1918. Il fait ses études à l'école de Bolton et s'est lancé dans les affaires à la suite de son père, reprenant l'entreprise. 

## Débuts en politique
Cependant, la politique est le principal intérêt d'Edge, et il est actif en faveur du Parti libéral du Lancashire, réputé pour être un bon orateur, avant d'entrer au Parlement. En Février 1916, il est élu sans opposition député pour Bolton à la suite de la démission du député sortant, Thomas Taylor. À cette époque, il porte le titre de Captain Edge puisqu'il occupe un poste au sein du War Office et ses antécédents professionnels sont décrits à l'électorat comme un fabricant de Bolton. Il est réélu sans opposition aux élections générales de 1918 comme le candidat travailliste et l'autre député en exercice, Robert Tootill. 
De 1919 à 1922, il est Lord du Trésor, son rôle principal étant d'assurer la liaison entre le gouvernement de coalition et le parti travailliste. Il est réélu pour Bolton lors des élections générales de 1922 en tant que national-libéral, c'est-à-dire en tant que partisan de l'ancien gouvernement de coalition et de la faction Lloyd George du Parti libéral, contre l'opposition conservatrice, travailliste et libérale asquithienne. Malgré la décision du Parti conservateur lors de la réunion du Carlton Club du 19 octobre 1922 de mettre fin au gouvernement de coalition, il reste en bons termes avec les partis à Bolton, car un seul candidat de chaque parti s'est présenté aux élections, et il bénéficie des votes des conservateurs à Edge. Le libéral indépendant est arrivé en bas du scrutin, derrière les deux candidats travaillistes. Edge est l'un des whips du parti National Liberal en 1922-1923, mais démissionne pour protester contre la politique industrielle du gouvernement (la protection tarifaire), car cela touche particulièrement l'industrie du coton à travers un projet de taxe sur les gants en tissu - important dans sa circonscription de Lancashire. Il est fait chevalier en 1922. 
Cependant, avec de nombreux autres anciens libéraux nationaux, Edge ne conserve pas son siège aux élections générales de 1923, les travaillistes et le parti libéral indépendant ayant progressé. 
Edge est politiquement proche de David Lloyd George. Selon AJ Sylvester, secrétaire privé de Lloyd George, Edge est l'un de ses amis les plus fidèles. En 1925, il est nommé comme l'un des fiduciaires du fonds Lloyd George et il est resté un fidèle partisan de Lloyd George au fil des ans. En 1940 (avant que le catalyseur du Débat sur la Norvège n'amène Winston Churchill au pouvoir), Edge est impliqué dans des discussions avec les travaillistes pour former un gouvernement de coalition dirigé par Lloyd George pour remplacer Neville Chamberlain. Il soutient particulièrement la Land and Nation League un groupe créé par Lloyd George en octobre 1925 pour promouvoir ses campagnes foncières et à l'appui du rapport du comité d'enquête libéral sur les terres, Land. et la Nation publiée sous le nom de Livre vert. 

## Élection partielle de Bosworth
Il est réélu à la Chambre des communes lors d'une élection partielle pour Bosworth dans le Leicestershire le 31 mai 1927. Sa victoire là-bas faisait partie d'un modèle de succès libéral commencé en 1926 après la grève générale, et le remplacement à la direction du parti d'Asquith par Lloyd George. Selon Cook et Ramsden: "Comme si souvent lorsque Lloyd George était impliqué, son dynamisme et son énergie anciens ont apporté un nouveau sens à la raison d'être. Dans les six mois qui ont suivi son retour, il semblait enfin qu’une véritable reprise était à portée de main. " Entre mars 1927 et mars 1929, les libéraux remportent six élections partielles. Lloyd George aide son vieil ami en parlant pour Edge lors des réunions d'élections partielles. Le résultat à Bosworth est : Edge 11 981, J. Minto (Labour) 11 710, EL Spears (Conservateur) 7 685: une majorité de 271 après un recomptage demandé par le Labour. Le taux de participation était de 84,6%. Edge conserve son siège aux élections générales de 1931 et aux Élections générales britanniques de 1935 lorsqu'il s'est présenté comme national-libéral, mais ne s'est pas représenté aux élections générales de 1945. 
Dans la période troublée des années 1930 pour les libéraux, le positionnement politique d'Edge est parfois difficile à cerner. Il fait partie du groupe de 22 députés libéraux qui ont suivi John Allsebrook Simon en soutenant fermement le Premier ministre à la tête d'un gouvernement national, dans le but de lutter contre les élections générales du 5 octobre 1931. En 1929, Edge est décrit comme un «quasi-conservateur» - bien qu'un jeune ministre travailliste ait noté qu'il a voté avec le gouvernement travailliste en décembre 1929 sur le projet de loi sur les mines de charbon alors que la plupart des libéraux se joignaient aux conservateurs pour s'opposer à la réduction du temps de travail et un Conseil national des salaires et cet Edge a également voté avec le gouvernement travailliste en janvier 1931 sur le projet de loi sur les différends commerciaux . Il est créé baronnet dans les honneurs du couronnement en 1937. 

## Hors du Parlement
Edge est un méthodiste wesleyen. Le 3 septembre 1932, une cérémonie de pose de pierres a eu lieu pour la nouvelle église méthodiste à Stoke Golding, près de Hinckley, et Edge pose l'une des pierres. 
Sur une note plus légère, en 1930, Edge participe à une course contre des pigeons voyageurs libérés du Palais de Westminster par l'Ibstock Homing Association. Il court en voiture et en train, mais son train est retardé et arrive tard à Leicester, ce qui a fait arriver Edge deux minutes après les pigeons, perdant ainsi la course. 
Il décède à son domicile de Lytham dans le Lancashire, à l'âge de 68 ans. 